# Металловидка V-золотое
Металловидка V-золотое, Совка-металловидка красивая (лат. Autographa pulchrina) — бабочка из семейства совок (Noctuidae).
16—19 мм. Передние крылья фиолетовокоричневые, с пестрым рисунком и двумя золотыми пятнами в центральной части — округлым и напоминающим букву «V».
Бабочки летают с конца июня до начала августа. Гусеницы живут на различных травах.
Европейскозападносибирский вид. Локально встречается в лесных и лесостепных районах.